# Mesochorus lacus
Mesochorus lacus là một loài tò vò trong họ Ichneumonidae.